# Кардэн, Дэн
Дэ́ниел Джо́зеф Ка́рдэн (англ. Daniel Joseph Carden; род. 26 октября 1986, Ливерпуль, Великобритания) — британский политик, член палаты общин Великобритании от лейбористской партии с 2017 года. В теневом кабинете министров занимал посты министра международного развития (2018), государственного секретаря по международному развитию (2018—2020); с 2020 года — теневой финансовый секретарь казначейства.

## Личная жизнь
Родился в Ливерпуле 28 октября 1986 года. Называет себя «гордым скаузером» («скаузер» — коренной ливерпулец). Имеет пролетарское происхождение. Родители — мать, более сорока лет проработавшая в Национальной службе здравоохранения, и отец, Майк Карден, профсоюзный деятель. Во время протестов докеров Ливерпуля в 1990-х годах его отец был уволен с работы за отказ прекратить пикетирование и семь лет оставался безработным. В своей первой речи перед избирателями Карден сказал: «С восьми лет я участвую в пикетах, и горжусь тем, что сегодня стою рядом с рабочими, разделяя их требования, как депутат, как и тогда, когда я был ребёнком».
Среднее образование получил в колледже Святого Эдуарда в Западном Дерби в 1998—2005 годах. Во время обучения был старостой группы. Продолжил образование в Лондонской школе экономики и политических наук, которую окончил со степенью бакалавра в области международных отношений. Во время обучения был председателем Университетского клуба лейбористов. До избрания в парламент, Карден работал социальным работником и трудился с Леном Маккласки в профсоюзе «Союз единства».
Дэн Карден — открытый гомосексуал. Является болельщиком футбольного клуба «Ливерпуль» и сторонником активности футбольных фанатов, включая инициативу болельщиков «Ливерпуля» и «Эвертона» под названием «Болельщики, поддерживающие продовольственные банки».

## Политическая карьера
В 2017 году Кардэн одержал победу на выборах кандидата в палату общин от лейбористов в избирательном округе Ливерпуль Уолтон на предстоящих выборах в парламент. Предыдущий член парламента от этого округа Стив Ротерам подал в отставку, чтобы баллотироваться в мэры Ливерпуля. 8 июня Кардэн был избран в парламент, набрав 85,7% голосов, что стало лучшим результатом в истории округа.
Кардэн последовательный социалист. Он является протектором ЛГБТ-лейбористов и членом Фракции социалистического общества. На парламентских выборах 2019 года Карден был переизбран в своём округе, набрав 84,7% голосов.
1 декабря 2018 года он был назначен теневым государственным секретарём по международному развитию, после отставки Кейт Осамор из-за скандала, связанного с осуждением её сына за наркотики. В преддверии парламентских выборов 2019 года Карден обещал «самую радикальную международную политику развития, когда-либо существовавшую в этой стране». Предложил лейбористам преобразовать Корпорацию развития Содружества в эко-банк развития и создать новую Единую государственную службу по водоснабжению, здравоохранению и образованию. Другими предложениями Кардена были запрет на все расходы по поддержке добычи ископаемого топлива, поддержка профсоюзов во всём мире, финансирование женских правозащитных групп, введение должности омбудсмена по вопросам злоупотреблений в секторе помощи и поддержка мелких фермеров через Фонд продовольственного суверенитета.
Карден призвал Великобританию использовать своё влияние для демократизации Международного валютного фонда и Всемирного банка и выступить против либерализации рынков, сокращения социальных расходов и приватизации государственных услуг. Вместе с теневым канцлером Джоном Макдоннеллом, предложил Закон о прозрачности зарубежных кредитов для создания нового обязательного реестра, чтобы положить конец эксплуатации секретных ссуд иностранным правительствам.
После избрания лидером партии лейбористов Кейра Стармера, 9 апреля 2020 года Карден стал теневым финансовым секретарём казначейства.